# Prostějovičky
Prostějovičky är en ort i Tjeckien.   Den ligger i regionen Olomouc, i den östra delen av landet, 200 km öster om huvudstaden Prag. Prostějovičky ligger 373 meter över havet och antalet invånare är 276.
Terrängen runt Prostějovičky är platt österut, men västerut är den kuperad. Terrängen runt Prostějovičky sluttar österut. Runt Prostějovičky är det ganska tätbefolkat, med 100 invånare per kvadratkilometer. Närmaste större samhälle är Prostějov, 9,2 km nordost om Prostějovičky. I omgivningarna runt Prostějovičky växer i huvudsak blandskog.